# Kořenové kultury
Kořenové kultury jsou kultury rostlinných explantátů, které jsou založeny z kořenových meristémů. První pokusy v tomto směru pocházejí z 20. let 20. století.
P. R. White v rámci pokusů s kořenovými kulturami vytvořil ve 30. letech první vitaminové médium typu vitamin B1 + vitamin B2 + kyselina nikotinová a první pravé trvalé rostlinné explantátové kultury.